# Pterotaea incompta
Pterotaea incompta là một loài bướm đêm trong họ Geometridae.